# Корну де Жос (Корну)
Корну де Жос (рум. Cornu de Jos) насеље је у Румунији у округу Прахова у општини Корну. Oпштина се налази на надморској висини од 496 m.

## Становништво
Према подацима из 2002. године у насељу је живело 3385 становника, од којих су сви румунске националности.